# Konišev
Konišev je priimek več oseb:
- Ivan Kuzmič Konišev, sovjetski general
- Dimitrij Konišev, ruski kolesar